# Shorea submontana
Shorea submontana là một loài thực vật thuộc họ Dipterocarpaceae. Đây là loài đặc hữu của Malaysia.